# أوسبورن أندرسون
أوسبورن أندرسون (بالإنجليزية: Osborne Anderson)‏ هو لاعب هوكي الجليد أمريكي، ولد في 15 أكتوبر 1908 في فريدريكستاد في النرويج، وتوفي في 31 يناير 1989 في لين في الولايات المتحدة بسبب سرطان البنكرياس.

## وصلات خارجية
- أوسبورن أندرسون على موقع EliteProspects.com (الإنجليزية)
- أوسبورن أندرسون على موقع Eurohockey.com (الإنجليزية)
- أوسبورن أندرسون على موقع أوليمبيديا (الإنجليزية)